# Campionat d'Europa d'handbol masculí
|  | Aquest article és sobre la competició masculina. Per a la competició femenina, vegeu Campionat d'Europa d'handbol femení |

El Campionat d'Europa d'handbol masculí (oficialment en anglès: European Men's Handball Championship) és una competició esportiva de handbol de seleccions nacionals a nivell europeu, creat l'any 1994. De caràcter bianual, està organitzat per la Federació Europea d'Handbol (EHF). Hi participen setze equips organitzats en quatre grups. La competició es disputa en dues fases: una primera en format de sistema de tots contra tots, i una segona, en format d'eliminatòries de quarts de final, semifinal i final. El guanyador de la competició és declarat campió d'Europa i aconsegueix el dret a participar al Campionat del Món. Si el campionat coincideix en un any olímpic, guanyà una plaça per competir als Jocs Olímpics.
Els països nòrdics són els dominadors de la competició. Han guanyat set de les quinze edicions disputades. Destaquen Suècia, amb cinc campionats (1994, 1998, 2000, 2002, 2022), i Dinamarca amb dos (2008, 2012). Segueixen la selecció francesa amb tres victòries (2006, 2010, 2014) i l'espanyola amb (2018, 2020).

## Historial
| En negreta = Selecció campiona (prò.) = Pròrroga (p.) = Penals |

| I    | 1994 | Suècia    | 34–21        | Rússia    | Croàcia       | 24–23        | Dinamarca | Portugal                   |  |
| II   | 1996 | Rússia    | 23–22        | Espanya   | RF Iugoslàvia | 26–25        | Suècia    | Espanya                    |  |
| III  | 1998 | Suècia    | 25–23        | Espanya   | Alemanya      | 30–28 (prò.) | Rússia    | Itàlia                     |  |
| IV   | 2000 | Suècia    | 32–31 (prò.) | Rússia    | Espanya       | 24–23        | França    | Croàcia                    |  |
| V    | 2002 | Suècia    | 33–31 (prò.) | Alemanya  | Dinamarca     | 29–22        | Islàndia  | Suècia                     |  |
| VI   | 2004 | Alemanya  | 30–25        | Eslovènia | Dinamarca     | 31–27        | Croàcia   | Eslovènia                  |  |
| VII  | 2006 | França    | 31–23        | Espanya   | Dinamarca     | 32–27        | Croàcia   | Suïssa                     |  |
| VIII | 2008 | Dinamarca | 24–20        | Croàcia   | França        | 36–26        | Alemanya  | Noruega                    |  |
| IX   | 2010 | França    | 25–21        | Croàcia   | Islàndia      | 29–26        | Polònia   | Àustria                    |  |
| X    | 2012 | Dinamarca | 21–19        | Sèrbia    | Croàcia       | 31–27        | Espanya   | Sèrbia                     |  |
| XI   | 2014 | França    | 41–32        | Dinamarca | Espanya       | 29–28        | Croàcia   | Dinamarca                  |  |
| XII  | 2016 | Alemanya  | 24–17        | Espanya   | Croàcia       | 31–24        | Noruega   | Polònia                    |  |
| XIII | 2018 | Espanya   | 29–23        | Suècia    | França        | 32–29        | Dinamarca | Croàcia                    |  |
| XIV  | 2020 | Espanya   | 22–20        | Croàcia   | Noruega       | 28–20        | Eslovènia | Àustria / Noruega / Suècia |  |
| XV   | 2022 | Suècia    | 27–26        | Espanya   | Dinamarca     | 35–32 (prò.) | França    | Hongria / Eslovàquia       |  |
| XVI  | 2024 | França    | 33–31 (prò.) | Dinamarca | Suècia        | 34–31        | Alemanya  | Alemanya                   |  |

## Palmarès
Suècia, amb cinc campionats (1994, 1998, 2000, 2002, 2022), és la selecció que ha guanyat més títols, seguit de França, amb quatre (2006, 2010, 2012, 2024), i Dinamarca (2008, 2012) i Espanya (2018, 2020), amb dos respectivament. Tanmateix, el combinat estatal és la selecció que més medalles ha aconseguit històricament a la competició, amb dues d'or (2018, 2020), cinc d'argent (1996, 1998, 2006, 2016, 2022) i dues de bronze (2000, 2014).
| Selecció nacional | Or | Plata | Bronze | Total |
| ----------------- | -- | ----- | ------ | ----- |
| Suècia            | 5  | 1     | 1      | 7     |
| França            | 4  | 0     | 1      | 5     |
| Espanya           | 2  | 5     | 2      | 9     |
| Dinamarca         | 2  | 2     | 4      | 8     |
| Alemanya          | 2  | 1     | 1      | 4     |
| Rússia            | 1  | 2     | 0      | 3     |
| Croàcia           | 0  | 3     | 3      | 6     |
| Eslovènia         | 0  | 1     | 0      | 1     |
| Sèrbia            | 0  | 1     | 0      | 1     |
| RF Iugoslàvia     | 0  | 0     | 1      | 1     |
| Noruega           | 0  | 0     | 1      | 1     |
| Islàndia          | 0  | 0     | 1      | 1     |

## Estadístiques
| I    | 1994 | Magnus Andersson   | Vassili Kudínov     | 50 |       |
| II   | 1996 | Talant Dujshebaev  | Thomas Knorr        | 41 |       |
| III  | 1998 | Daniel Stephan     | Jan Filip           | 48 |       |
| IV   | 2000 | Jackson Richardson | Oleg Velyky         | 46 |       |
| V    | 2002 | Magnus Wislander   | Ólafur Stefánsson   | 58 |       |
| VI   | 2004 | Ivano Balić        | Mirza Džomba        | 46 |       |
| VII  | 2006 | Ivano Balić        | Siarhei Rutenka     | 51 |       |
| VIII | 2008 | Nikola Karabatić   | Ivano Balić         | 44 |       |
| VIII | 2008 | Nikola Karabatić   | Nikola Karabatić    | 44 |       |
| VIII | 2008 | Nikola Karabatić   | Lars Christiansen   | 44 |       |
| IX   | 2010 | Filip Jícha        | Filip Jícha         | 53 |       |
| X    | 2012 | Momir Ilić         | Kiril Lazarov       | 61 |       |
| XI   | 2014 | Nikola Karabatić   | Joan Cañellas       | 50 |       |
| XII  | 2016 | Raúl Entrerríos    | Valero Rivera       | 48 |       |
| XIII | 2018 | Jim Gottfridsson   | Ondřej Zdráhala     | 56 |       |
| XIV  | 2020 | Domagoj Duvnjak    | Sander Sagosen      | 65 |       |
| XV   | 2022 | Jim Gottfridsson   | Ómar Ingi Magnússon | 59 | [ 2 ] |
| XVI  | 2024 | Nedim Remili       | Martim Costa        | 54 | [ 3 ] |